# もりちえみ
もり ちえみ（1984年9月17日 - ）は、日本の元タレント、元グラビアアイドルである。
本名：平井 ちえみ（ひらい ちえみ）、旧姓：森（もり）。旧姓の森 ちえみは、旧芸名でもある。2010年9月末でホリプロを退社し芸能界を引退。

## 来歴
兵庫県神戸市出身。沖縄アクターズスクール大阪校出身。在籍中はトップ集団であるB.B.WAVESに属し、歌やダンスのステージで活動していた。
2003年12月31日、『HOP CLUBカウントダウンオーディションin志摩スペイン村』を受け、最終選考の12人に残る。グランプリ獲得はならなかったが（グランプリは安藤絵里菜）、ここでマネージャーの目にとまりデビューのきっかけとなった。
2007年7月より、ホリプロ大阪支社から同東京本社へと拠点を移すとともに、芸名を「森ちえみ」から「もりちえみ」に改名。ホリプロ所属の女性タレントで、大阪支社から東京に拠点を移したのは和希沙也以来のことである。また、タレント活動の他、ホリプロの芸能人女子フットサルチーム「XANADU loves NHC」にも所属していた（背番号23）。
2008年2月2日放送分から『王様のブランチ』（TBS系）のリポーター陣に加わった。
2010年7月26日、プロサッカー選手の平井将生と結婚することが報道され、『王様のブランチ』は同年8月28日放送分をもって卒業した（在籍期間は2年7ヶ月）。自身の誕生日である同年9月17日に入籍。その後同年10月3日、『9月30日をもって芸能界を引退した』ことを自らのブログで発表した。ちなみに結婚披露宴は2011年1月4日に神戸オリエンタルホテルで行われた。

## 人物・エピソード
- お笑いコンビ「チェリー☆パイ」のメンバーだったかっすんと仲が良く、プライベートでもよく遊んでいる。チェリー☆パイ及びかっすんのブログにも度々登場していた。また『OBCドラマティック競馬』リポーターの武田英子[7]や、ブランチでも共演した福井仁美とも仲良しで、特に福井とはブランチ降板後も交流を続けている[8]。
- 歌手グループ「RSP」の元メンバー・Tomoはアクターズスクール時代からの親友である[9]。

## 出演

### テレビ

#### 関西エリア活動時代
- おはよう朝日です（2004年7月 - 2007年6月、ABCテレビ）
- ぐるっと関西おひるまえ水曜日・関西ほぉー（2005年4月 - 2006年3月、NHK大阪）
- 2時ワクッ!金曜（2005年4月 - 12月、関西テレビ）
- 脳内活性!クイズファクトリー（2006年7月 - 9月、関西テレビ）
- とことん!京のスポーツ（2006年10月 - 2007年6月、KBS京都）
- わかってちょーだい!（2007年7月 - 9月、フジテレビ）

#### 東京進出後の活動
- ケイバdeブレイク!（2008年4月 - 2009年4月）「週刊UMAJIN」の前身
- BSフジ競馬中継（BSフジ独自制作版）（2008年6月 - 11月、BSフジ）
- 都立高校入試解答速報（2009年2月23日 19:00 - 21:00、TOKYO MX）
- ドライブ A GO!GO!（2009年3月1日、テレビ東京）
- 王様のブランチ（2008年2月 - 2010年9月、TBS）
- 週刊UMAJIN（2009年5月 - 2010年3月、BSフジ）
- トコトンハテナ（2008年1月 - 2010年9月12日放送分、テレビ東京）
- 伊集院光のばんぐみ（2008年7月 - 9月19日、BS11）
- ハッピー♥ラボ（2009年4月 - 2010年9月25日、JCN系列）期間は再放送含まず

### ラジオ
- OBCドラマティック競馬（2005年10月 - 2007年9月、ラジオ大阪）
- 神戸こねくしょん（2006年4月 - 2007年9月、MBSラジオ）

### インターネット番組
- コイカツ　恋愛ノウハウトークライブvol.2（マシェリバラエティ　マシェバラ 2010年4月2日）

### 連載・DVD
- 「ちえみのちえ」サンケイスポーツ関西版競馬予想コラム（2006年1月 - 2008年12月）
- CHEMIー号（2007年9月、ファミリーズ）